# Ernst Emsheimer
Ernst Isidor Emsheimer, född 15 januari 1904 i Frankfurt am Main, Tyskland, död 12 juni 1989 i Stockholm, var en tysk-svensk musikvetare och museiman.

## Biografi
Emsheimers far vände sig emot sonens musikstudier och förordade ett yrkesval som jurist eller ekonom. 
Trots detta började han utbildning i pianospel och fortsatte sedan att studera musikteori och musikvetenskap, först vid universitetet i Heidelberg, sedan under Guido Adler och Wilhelm Fischer vid universitetet i Wien och slutligen under Willibald Gurlitt vid universitetet i Freiburg. Gurlitt väckte hans intresset för historiska instrument och han avlade examen 1927 med en avhandling om barockkompositören Johann Ulrich Steigleder.
När Emsheimer, som var jude, ställdes inför nationalsocialisternas maktövertagande i Tyskland, emigrerade han 1932 till Sovjetunionen. Från 1932 till 1937 var han biträdande professor vid Sovjetiska Vetenskapsakademien i Leningrad och arbetade i ljudarkivet för Etnografiska museet. Under denna tid utvecklade han sitt intresse för icke-europeiska musikaliska traditioner. År 1936 gjorde han en expedition till Kaukasus och samlade en omfattande dokumentation av ossetisk och georgisk folkmusik.
År 1937 lämnade han Sovjetunionen och flyttade till Sverige. Han började då som intendent för Etnografiska museet och åren 1949–1973 var han chef för Musikhistoriska museet i Stockholm.
I sin forskning specialiserade han sig på asiatisk, kaukasisk, samisk och jugoslavisk folkmusik. Även efter sin pensionering 1973 förblev Emsheimer vetenskapligt aktiv och publicerde arbeten om organologi, musikarkeologi och historisk folkmusikforskning. Han bedrev som tidigare fältarbete i olika delar av världen. Bland annat reste han till berbergrupper i Atlas (1973) och Bedscha i Sudan (1980).
Ernst Emsheimer dog i juni 1989 vid en ålder av 85 år av komplikationer i flera slaganfall.

## Priser och utmärkelser
- 1960 – Ledamot nr 684 av Kungliga Musikaliska Akademien
- 1977 – Medaljen för tonkonstens främjande